# منطقه حفاظت‌شده الله‌اکبر
منطقهٔ حفاظت‌شدهٔ الله‌اکبر یک منطقهٔ حفاظت‌شده با مساحت ۳۸۴۷۵ هکتار است که در استان خراسان رضوی در ایران قرار دارد. این منطقهٔ حفاظت‌شده طبق مصوبهٔ شمارهٔ ۷۲۳ در تاریخ ۱۳۹۱/۱/۶ در فهرست مناطق تحت حفاظت سازمان محیط زیست ایران قرار گرفت.